# Ancient World (álbum de Abney Park)
Ancient World es el duodécimo álbum de estudio de Abney Park.

## Lista de canciones
| N.º | Título                                | Duración |  |
| 1.  | «Steampunk Revolution»                | 3:17     |  |
| 2.  | «Scupper Shanty»                      | 2:56     |  |
| 3.  | «The Story That Never Starts»         | 4:08     |  |
| 4.  | «Ancient World»                       | 4:30     |  |
| 5.  | «Waiting For You»                     | 3:39     |  |
| 6.  | «Terrible Affliction»                 | 3:02     |  |
| 7.  | «Ragtime Punk»                        | 3:16     |  |
| 8.  | «The Ballad of Captain Robert»        | 2:39     |  |
| 9.  | «Can't Talk About It»                 | 3:19     |  |
| 10. | «Tricked the Machine»                 | 4:04     |  |
| 11. | «Things Could Be Worse»               | 2:39     |  |
| 12. | «Fix the Boat or Swim»                | 3:05     |  |
| 13. | «Jealousy»                            | 3:13     |  |
| 14. | «Automaton»                           | 3:58     |  |
| 15. | «Steampunk Revolution (Instrumental)» | 3:19     |  |

## Créditos
- Robert Brown - voz, derbake, acordeón diatónico, armónica, buzuki
- Kristina Erickson - teclado, piano
- Josh Goering - guitarra
- Titus Munteanu – violín
- Daniel Cederman - bajo, guitarra acústica
- Jody Ellen - voces secundarias